# 아브라함 뢰킨
아브라함 뢰킨(페로어: Abraham Løkin, 본명: 아브라함 한센(Abraham Hansen), 1959년 6월 16일 페로 제도 푸글라푀르더 ~ )는 페로 제도의 전직 축구 선수이다.
페로 제도의 유명한 축구 클럽인 IF 푸글라푀르더, NSI 루나비크, B68 토프티르에서 주전 선수로 활약했으며 스웨덴, 덴마크, 프랑스에서도 활약했다.
1988년부터 1994년까지 페로 제도 축구 국가대표팀 선수로 활약하면서 22경기에 출전했다. 그의 국가대표팀 첫 경기는 1988년 8월에 열린 아이슬란드와의 친선 경기였는데 이는 FIFA가 인정한 페로 제도 축구 국가대표팀의 첫 경기이기도 하다. 그의 국가대표팀 마지막 경기는 1994년 9월에 열린 그리스와의 UEFA 유로 1996 예선 경기였다.
2003년에는 페로 제도 축구 협회로부터 UEFA 주빌리 어워드 수상자로 선정되었다. 그의 아들인 보기 뢰킨(Bogi Løkin), 카를 뢰킨(Karl Løkin) 또한 축구 선수로 활동했다.